# Ellsworth (Wisconsin)
Ellsworth is een plaats (village) in de Amerikaanse staat Wisconsin, en valt bestuurlijk gezien onder Pierce County.

## Demografie
Bij de volkstelling in 2000 werd het aantal inwoners vastgesteld op 2909. In 2006 is het aantal inwoners door het United States Census Bureau geschat op 3087, een stijging van 178 (6,1%).

## Geografie
Volgens het United States Census Bureau beslaat de plaats een oppervlakte van 9,7 km², geheel bestaande uit land. Ellsworth ligt op ongeveer 326 m boven zeeniveau.

## Plaatsen in de nabije omgeving
De onderstaande figuur toont nabijgelegen plaatsen in een straal van 24 km rond Ellsworth.